# Prez-sous-Lafauche
Prez-sous-Lafauche é uma comuna francesa na região administrativa de Grande Leste, no departamento de Haute-Marne. Estende-se por uma área de 22,59 km². Em 2010 a comuna tinha 293 habitantes (densidade: 13 hab./km²).